# Чёрный крест
«Чёрный крест» — картина, написанная в 1915 году Казимиром Малевичем, принадлежит к направлению русской беспредметной живописи, названной Малевичем супрематизмом. «Чёрный крест», «Чёрный квадрат» и «Чёрный круг» составляют триптих.

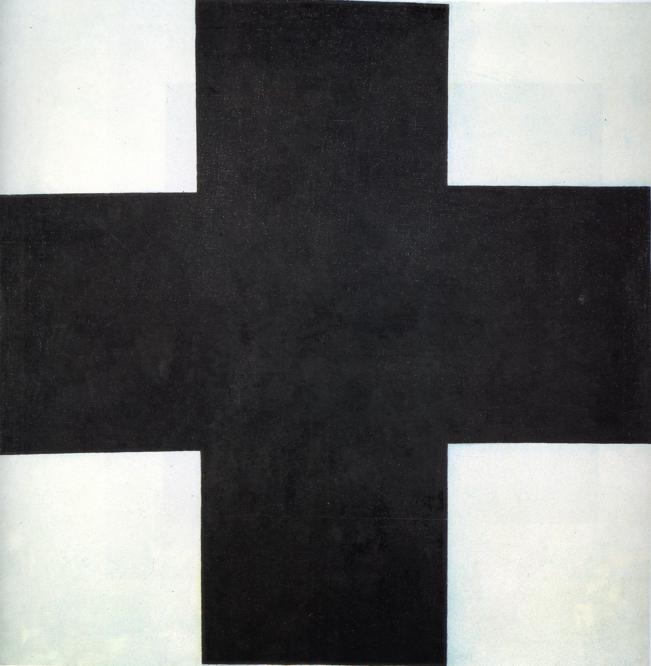
«Чёрный крест» 1923 года

## Описание
Малевич выбрал квадратный формат. На белом фоне расположен чёрный равноконечный крест.

## История
«Чёрный крест» был написан в 1915 году, но художник эту, как и многие другие супрематические работы, датировал 1913 годом. Картина впервые экспонировалась на выставке «0,10» 1915 года. В 1923 году для XVI Биеннале в Венеции, которая прошла в 1924 году, учениками Малевича были написаны новые варианты «Чёрного креста», «Чёрного квадрата» и «Чёрного круга», которые сейчас хранятся в Государственном Русском музее.

### Кража
«Чёрный крест» попал к коллекционеру Н. И. Харджиеву. В 1977 году четыре картины Малевича, в том числе и «Чёрный крест», были украдены у Харджиева шведским литературоведом Бенгтом Янгфельдтом и увезены им в Швецию. В 1980 году он продал «Черный крест» парижскому Центру Помпиду за 4,5 млн франков (цена картины с тех пор выросла примерно в 70 раз). Продажа была совершена с помощью юриста Тура Стенхольма (чья жена была в это время общественным прокурором в Стокгольме) через подставное лицо — торговца искусством Вильяма Арановича, но оформлена была как дар американского фонда, финансирующего культурные проекты во Франции, потому официально картина числится как «дар музею».

## Значение

Отсканированные в чёрно-белом формате цветные эскизы крестов в сценарии Малевича для научно-популярного мультфильма «Живопись и проблемы архитектурного приближения новой классической архитектурной системы» и надпись: «Элементы В. Супр. прямые начинают образовывать
следующую основную форму крестовидного № 8»

В теории супрематизма путём движения квадрат трансформировался в «чёрные крестовидные
плоскости» — одну из трёх первофигур супрематизма, присущий которым смысл большей частью превосходил их зримое материальное воплощение. «Черный крест» знаменовал рождение из нуля форм другой, новой формы усложненного построения.